# Montespan (Haute-Garonne)
Pour les articles homonymes, voir Montespan.
Montespan est une commune française située dans l'ouest du département de la Haute-Garonne en région Occitanie.
Sur le plan historique et culturel, la commune est dans le pays de Comminges, correspondant à l’ancien comté de Comminges, circonscription de la province de Gascogne située sur les départements actuels du Gers, de la Haute-Garonne, des Hautes-Pyrénées et de l'Ariège. Exposée à un climat océanique altéré, elle est drainée par la Garonne, le ruisseau de Rieumajou et par divers autres petits cours d'eau. La commune possède un patrimoine naturel remarquable : un site Natura 2000 (« Garonne, Ariège, Hers, Salat, Pique et Neste »), un espace protégé (« la Garonne, l'Ariège, l'Hers Vif et le Salat ») et quatre zones naturelles d'intérêt écologique, faunistique et floristique.
Montespan est une commune rurale qui compte 466 habitants en 2022, après avoir connu un pic de population de 1 205 habitants en 1836. Elle fait partie de l'aire d'attraction de Saint-Gaudens. Ses habitants sont appelés les Montespanais ou  Montespanaises.
Le patrimoine architectural de la commune comprend deux  immeubles protégés au titre des monuments historiques : le souterrain de Houantaou, classé en 1924, et le château, inscrit en 1926.

## Géographie

### Localisation

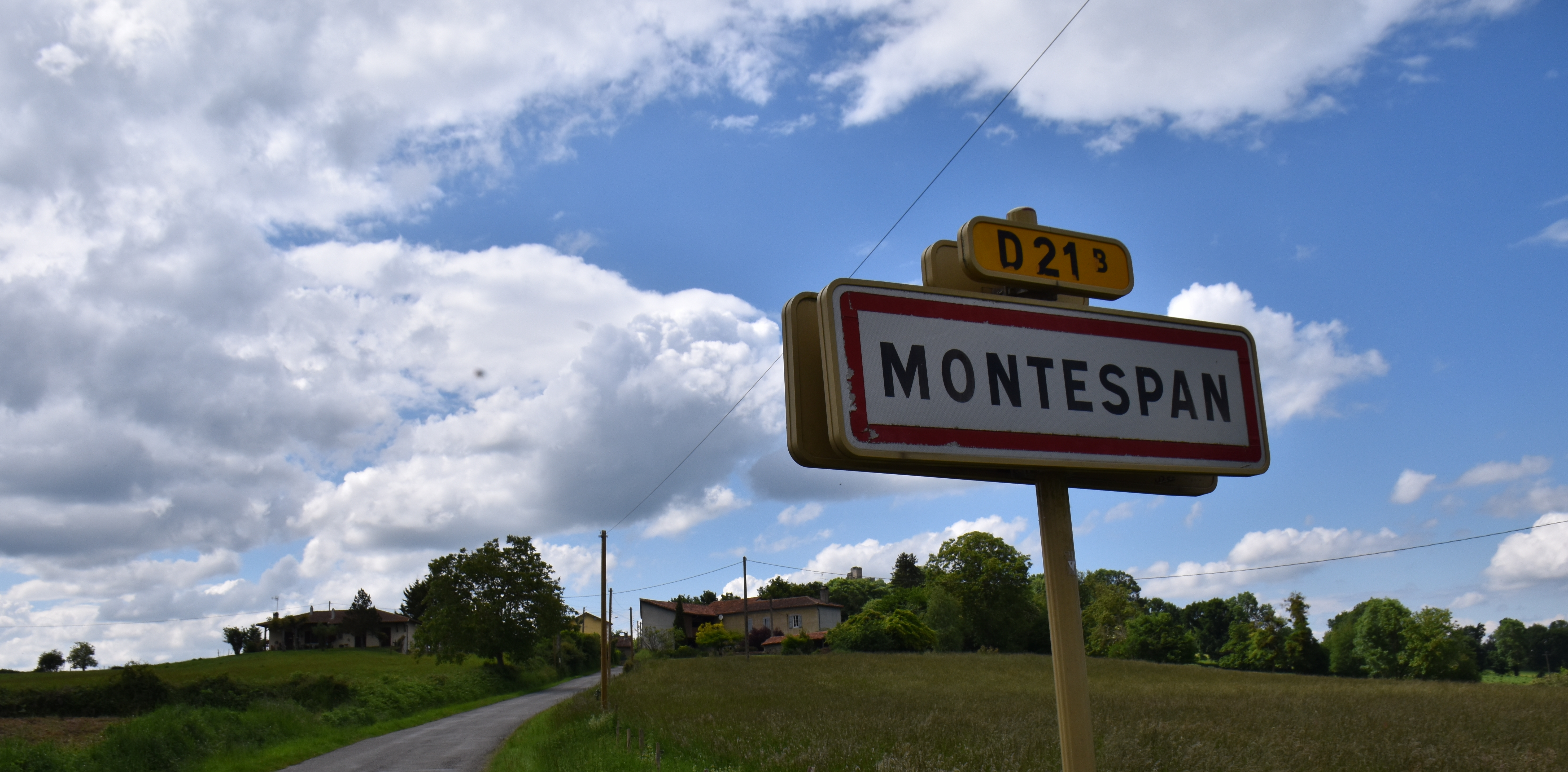
Une entrée du village.

La commune de Montespan se trouve dans le département de la Haute-Garonne, en région Occitanie.
Elle se situe à 75 km à vol d'oiseau de Toulouse, préfecture du département, à 11 km de Saint-Gaudens, sous-préfecture, et à 39 km de Bagnères-de-Luchon, bureau centralisateur du canton de Bagnères-de-Luchon dont dépend la commune depuis 2015 pour les élections départementales.
La commune fait en outre partie du bassin de vie de Saint-Gaudens.
Les communes les plus proches sont : 
Beauchalot (2,8 km), Labarthe-Inard (2,9 km), Ganties (2,9 km), Pointis-Inard (3,5 km), Figarol (3,5 km), Rouède (4,2 km), Couret (4,8 km), Saint-Médard (5,1 km).

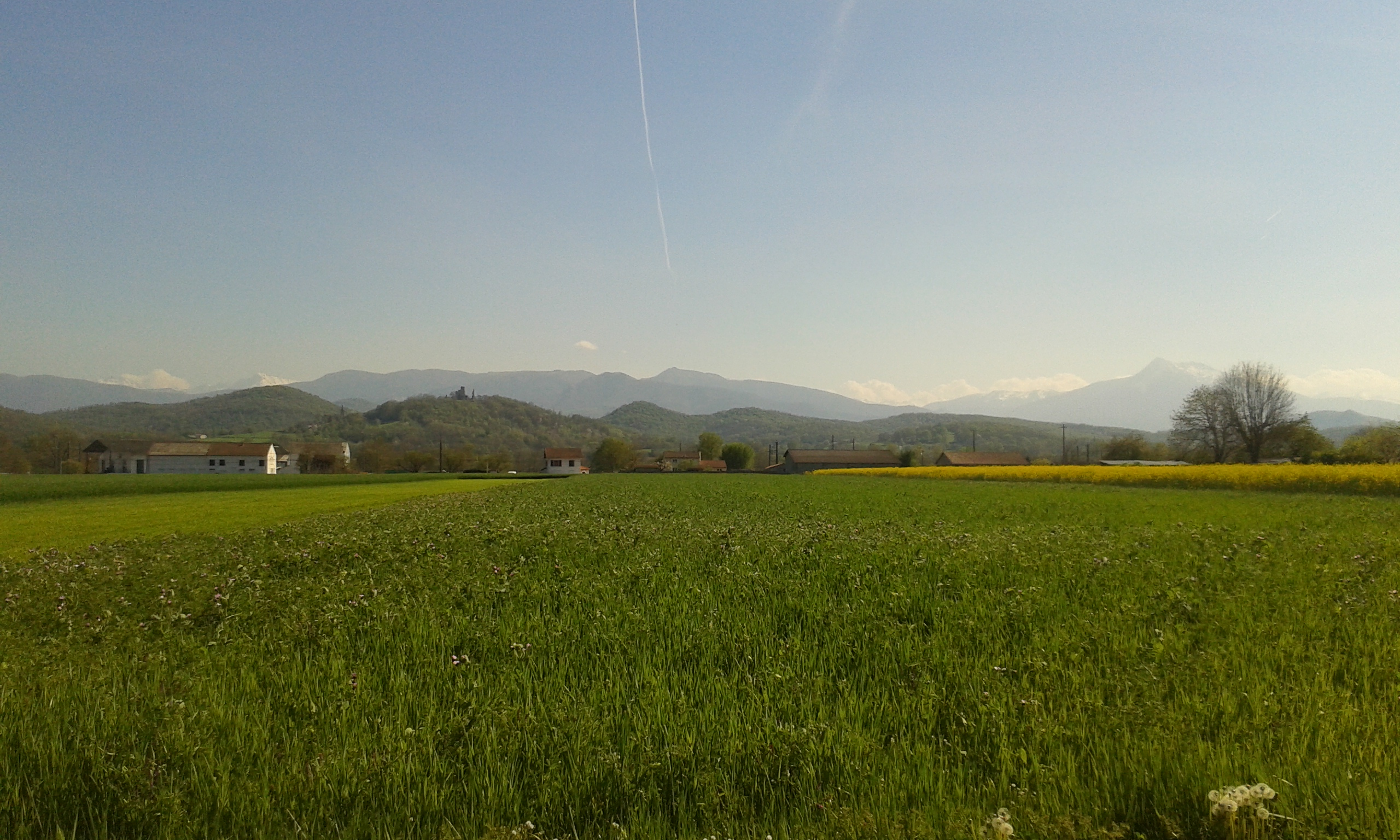
Le Pic de Cagire, à droite, surplombe le village, à gauche, et la vallée de la Garonne.

Sur le plan historique et culturel, Montespan fait partie du pays de Comminges, correspondant à l’ancien comté de Comminges, circonscription de la province de Gascogne située sur les départements actuels du Gers, de la Haute-Garonne, des Hautes-Pyrénées et de l'Ariège.
Les communes limitrophes sont Beauchalot, Figarol, Ganties, Labarthe-Inard, Pointis-Inard et Rouède.
| Labarthe-Inard | Beauchalot |         |
| Pointis-Inard  | Montespan  | Figarol |
|                | Ganties    | Rouède  |

### Géologie et relief
La superficie de la commune est de 1 257 hectares ; son altitude varie de 298  à   522 mètres.

### Hydrographie

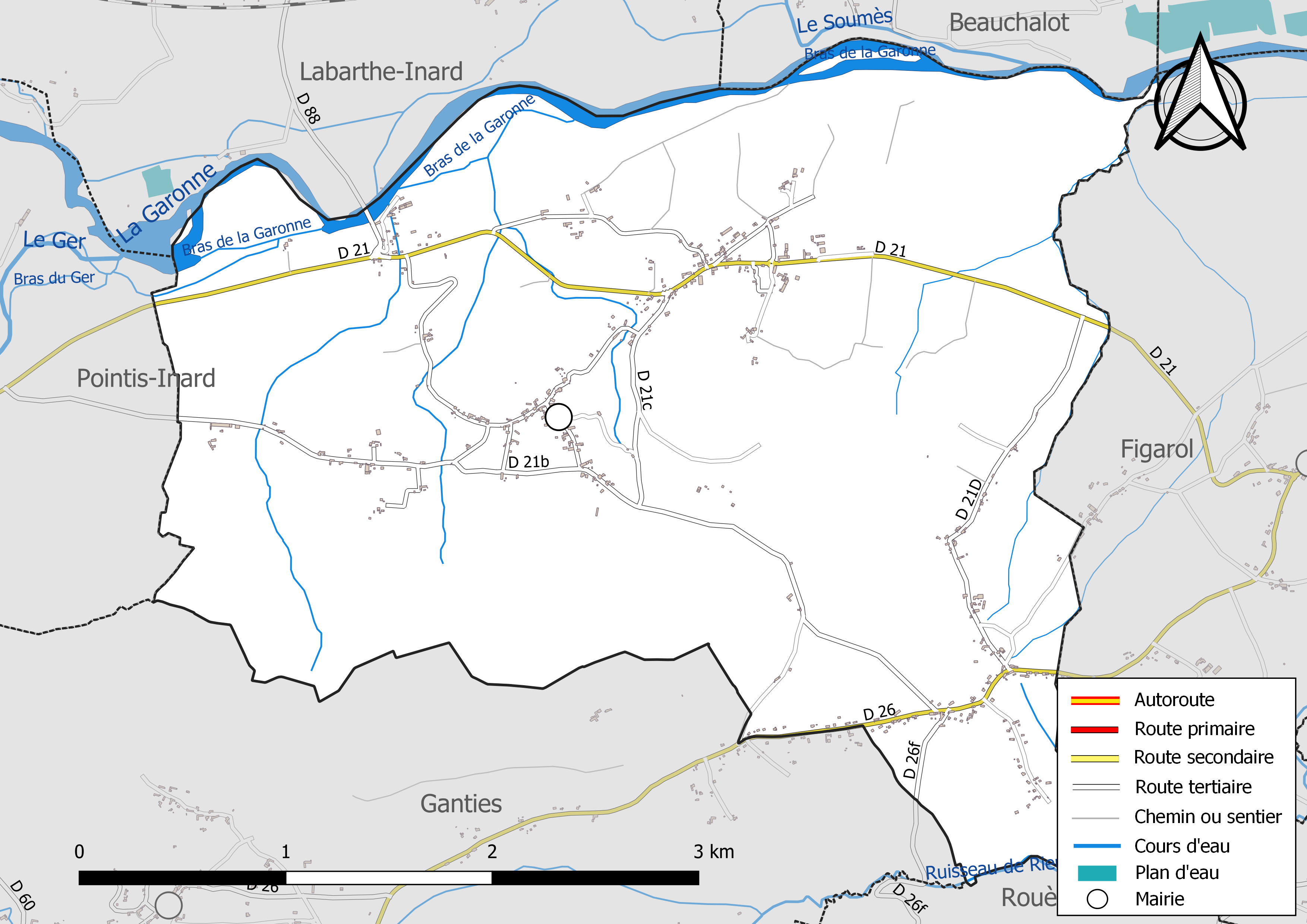
Réseaux hydrographique et routier de Montespan.

La commune est dans le bassin de la Garonne, au sein du bassin hydrographique Adour-Garonne. Elle est drainée par la Garonne, le ruisseau de Rieumajou, un bras de la Garonne, un bras de la Garonne, un bras de la Garonne et par divers petits cours d'eau, constituant un réseau hydrographique de 13 km de longueur totale,.
La Garonne est un fleuve principalement français prenant sa source en Espagne et qui coule sur 529 km avant de se jeter dans l’océan Atlantique.

### Climat
Pour des articles plus généraux, voir Climat de l'Occitanie et Climat de la Haute-Garonne.
En 2010, le climat de la commune est de type climat océanique altéré, selon une étude s'appuyant sur une série de données couvrant la période 1971-2000. En 2020, Météo-France publie une typologie des climats de la France métropolitaine dans laquelle la commune est exposée à un climat de montagne ou de marges de montagne et est dans la région climatique Pyrénées centrales, caractérisée par une pluviométrie annuelle de 1 000 à 1 200 mm.
Pour la période 1971-2000, la température annuelle moyenne est de 12,3 °C, avec une amplitude thermique annuelle de 14,6 °C. Le cumul annuel moyen de précipitations est de 959 mm, avec 9,3 jours de précipitations en janvier et 6,7 jours en juillet. Pour la période 1991-2020, la température moyenne annuelle observée sur la station météorologique la plus proche, située sur la commune de Clarac à 19 km à vol d'oiseau, est de 12,5 °C et le cumul annuel moyen de précipitations est de 804,9 mm,. Pour l'avenir, les paramètres climatiques de la commune estimés pour 2050 selon différents scénarios d'émission de gaz à effet de serre sont consultables sur un site dédié publié par Météo-France en novembre 2022.

### Milieux naturels et biodiversité

#### Espaces protégés
La protection réglementaire est le mode d’intervention le plus fort pour préserver des espaces naturels remarquables et leur biodiversité associée,.
Un  espace protégé est présent sur la commune : 
« la Garonne, l'Ariège, l'Hers Vif et le Salat », objet d'un arrêté de protection de biotope, d'une superficie de 1 658,7 ha.

#### Réseau Natura 2000

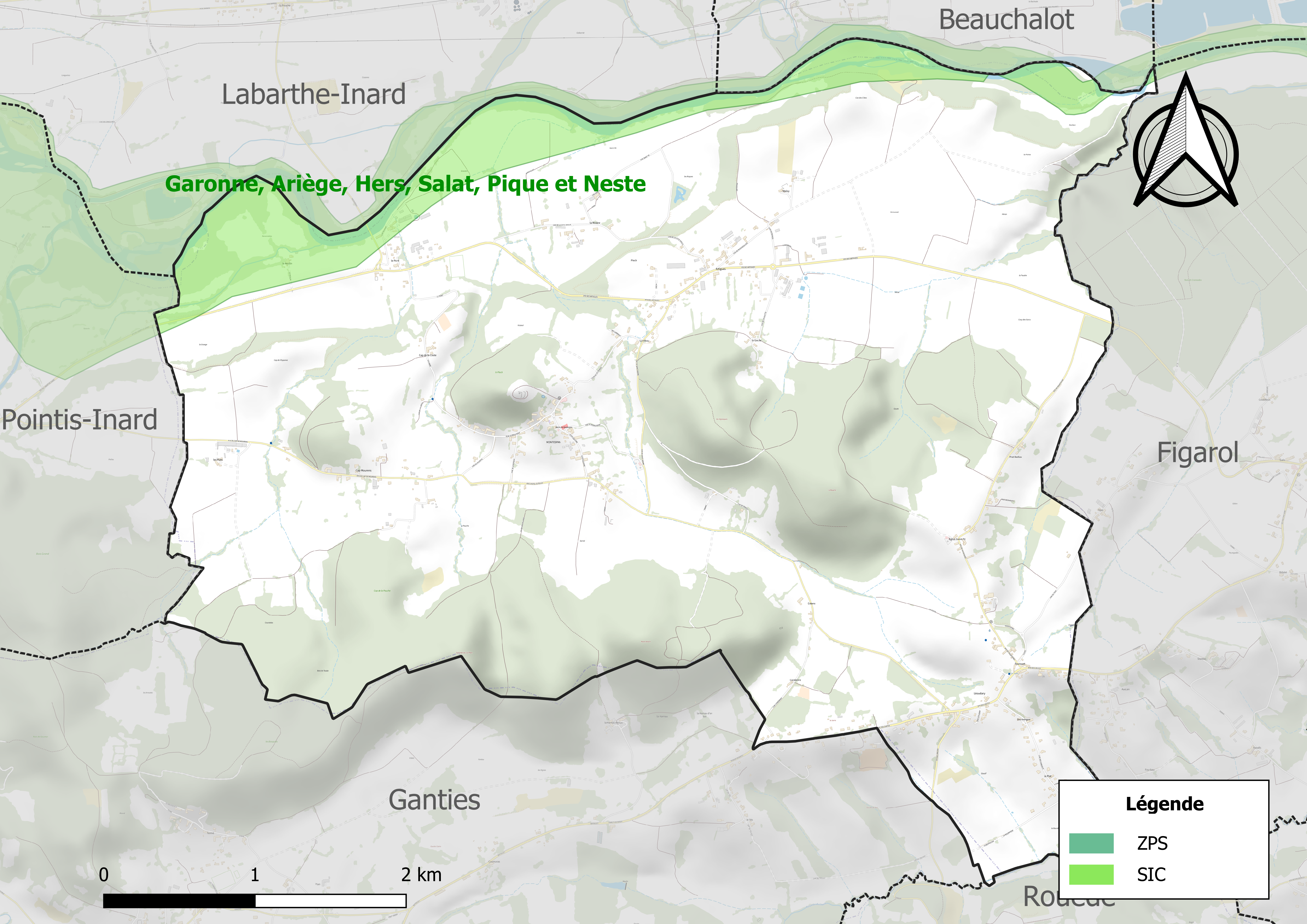
Site Natura 2000 sur le territoire communal.

Le réseau Natura 2000 est un réseau écologique européen de sites naturels d'intérêt écologique élaboré à partir des directives habitats et oiseaux, constitué de zones spéciales de conservation (ZSC) et de zones de protection spéciale (ZPS).
Un site Natura 2000 a été défini sur la commune au titre de la directive habitats : « Garonne, Ariège, Hers, Salat, Pique et Neste », d'une superficie de 9 581 ha, un réseau hydrographique pour les poissons migrateurs avec des zones de frayères actives et potentielles importantes pour le Saumon en particulier qui fait l'objet d'alevinages réguliers et dont des adultes atteignent déjà Foix sur l'Ariège.

#### Zones naturelles d'intérêt écologique, faunistique et floristique

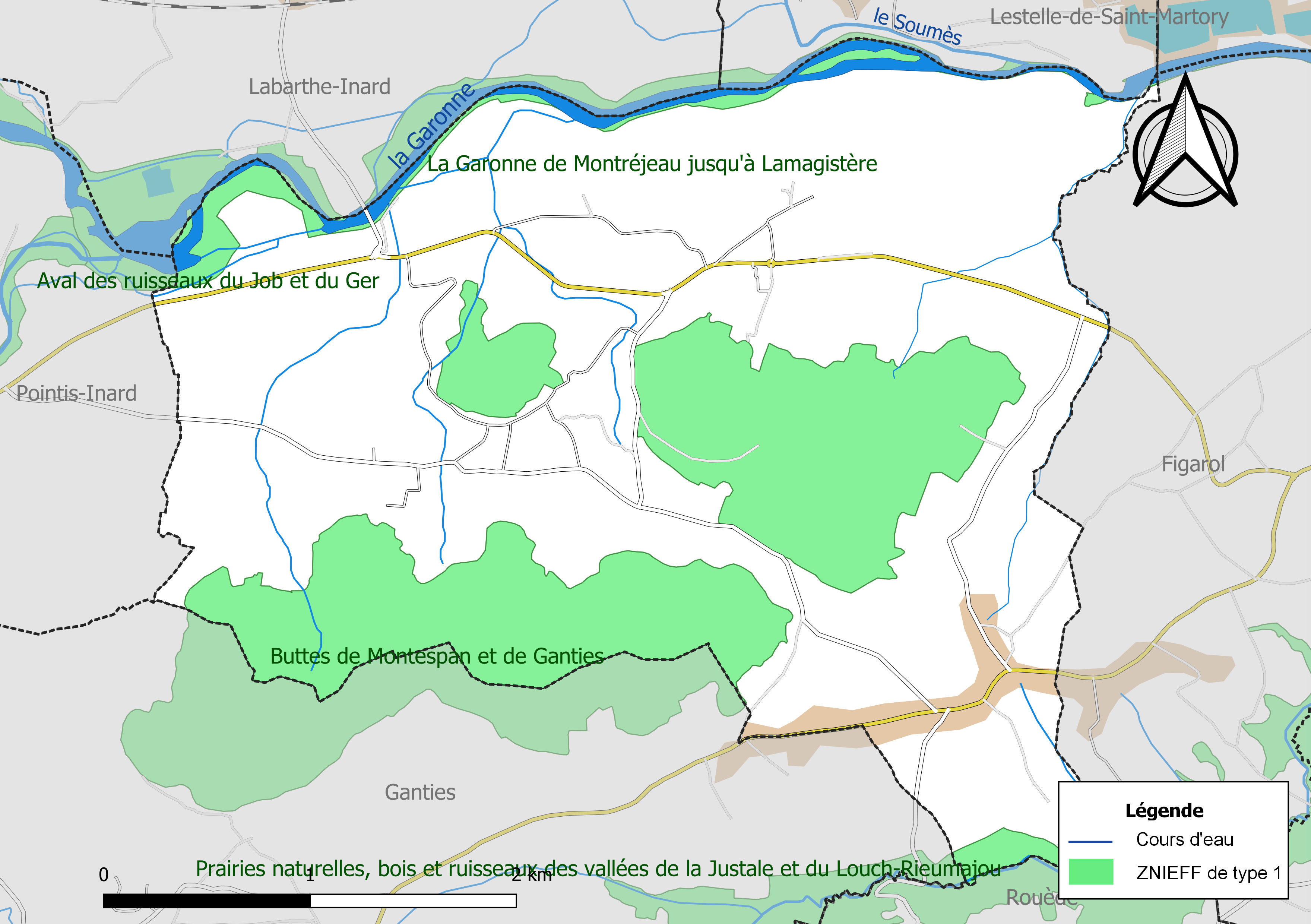
Carte des ZNIEFF de type 1 localisées sur la commune.

L’inventaire des zones naturelles d'intérêt écologique, faunistique et floristique (ZNIEFF) a pour objectif de réaliser une couverture des zones les plus intéressantes sur le plan écologique, essentiellement dans la perspective d’améliorer la connaissance du patrimoine naturel national et de fournir aux différents décideurs un outil d’aide à la prise en compte de l’environnement dans l’aménagement du territoire.
Trois ZNIEFF de type 1 sont recensées sur la commune :
- les « buttes de Montespan et de Ganties » (425 ha), couvrant 2 communes du département[24] ;
- « la Garonne de Montréjeau jusqu'à Lamagistère » (5 075 ha), couvrant 92 communes dont 63 dans la Haute-Garonne, trois en Lot-et-Garonne et 26 en Tarn-et-Garonne[25],
- les « prairies naturelles, bois et ruisseaux des vallées de la Justale et du Louch-Rieumajou » (487 ha), couvrant 7 communes du département[26] ;

et une ZNIEFF de type 2, : 
« la Garonne et milieux riverains, en aval de Montréjeau » (6 874 ha), couvrant 93 communes dont 64 dans la Haute-Garonne, trois en Lot-et-Garonne et 26 en Tarn-et-Garonne.

## Urbanisme

### Typologie
Au 1er janvier 2024, Montespan est catégorisée commune rurale à habitat dispersé, selon la nouvelle grille communale de densité à sept niveaux définie par l'Insee en 2022.
Elle est située hors unité urbaine. Par ailleurs la commune fait partie de l'aire d'attraction de Saint-Gaudens, dont elle est une commune de la couronne,. Cette aire, qui regroupe 85 communes, est catégorisée dans les aires de moins de 50 000 habitants,.

### Occupation des sols
L'occupation des sols de la commune, telle qu'elle ressort de la base de données européenne d’occupation biophysique des sols Corine Land Cover (CLC), est marquée par l'importance des territoires agricoles (66,1 % en 2018), une proportion sensiblement équivalente à celle de 1990 (66,6 %). La répartition détaillée en 2018 est la suivante : 
zones agricoles hétérogènes (47,8 %), forêts (31,4 %), terres arables (18,3 %), zones urbanisées (2,5 %). L'évolution de l’occupation des sols de la commune et de ses infrastructures peut être observée sur les différentes représentations cartographiques du territoire : la carte de Cassini (XVIIIe siècle), la carte d'état-major (1820-1866) et les cartes ou photos aériennes de l'IGN pour la période actuelle (1950 à aujourd'hui).

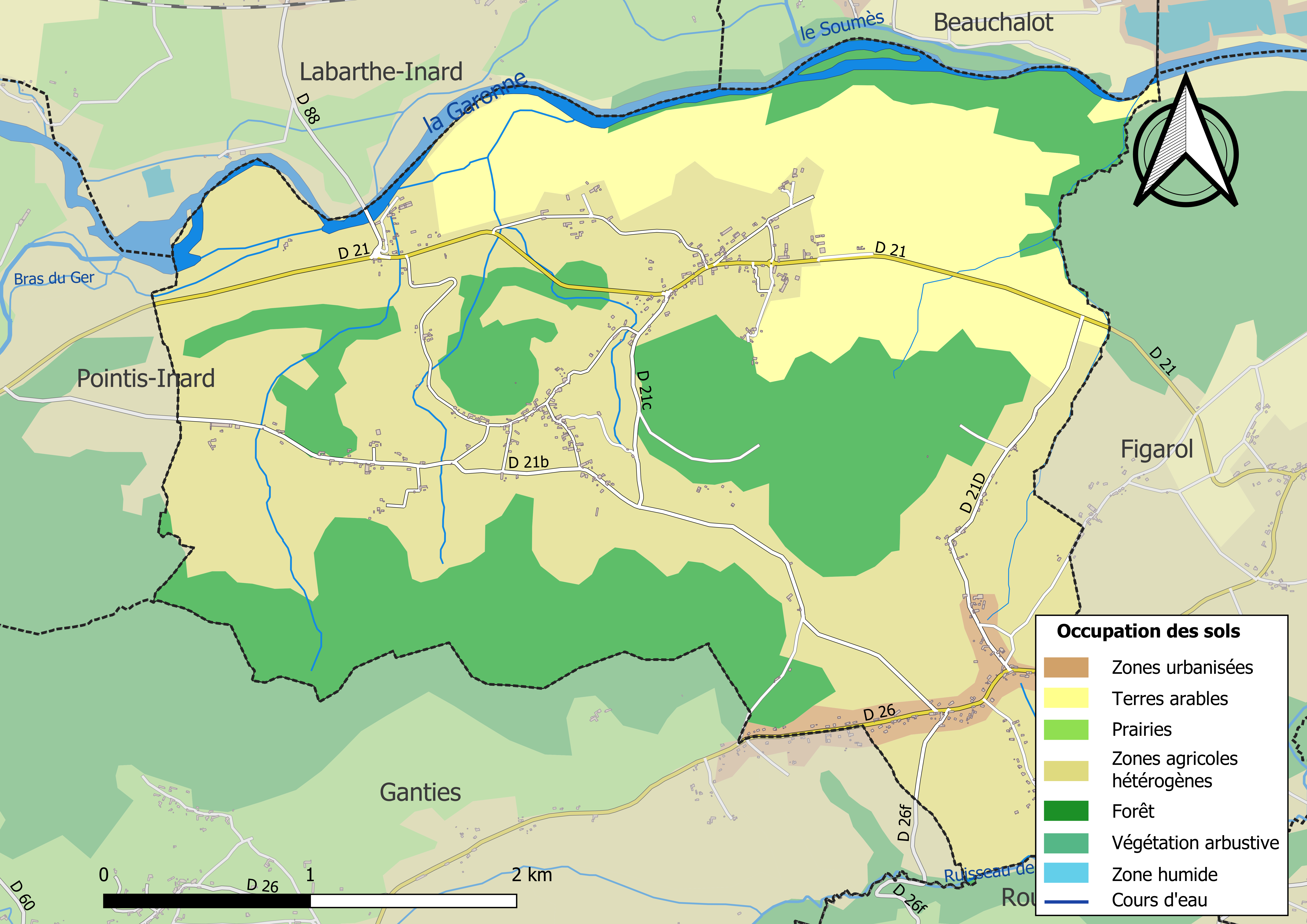
Carte des infrastructures et de l'occupation des sols de la commune en 2018 (CLC).

### Voies de communication et transports
Accès par l'autoroute A64 sortie no 19 ou no 20 puis la route départementale D 21 et D 26 et avec le réseau Arc-en-ciel ainsi qu'en gare de Saint-Gaudens.

### Risques majeurs
Le territoire de la commune de Montespan est vulnérable à différents aléas naturels : météorologiques (tempête, orage, neige, grand froid, canicule ou sécheresse), inondations, feux de forêts et séisme (sismicité modérée). Il est également exposé à un risque technologique, la rupture d'un barrage. Un site publié par le BRGM permet d'évaluer simplement et rapidement les risques d'un bien localisé soit par son adresse soit par le numéro de sa parcelle.

#### Risques naturels
Certaines parties du territoire communal sont susceptibles d’être affectées par le risque d’inondation par débordement de cours d'eau, notamment la Garonne. La commune a été reconnue en état de catastrophe naturelle au titre des dommages causés par les inondations et coulées de boue survenues en 1982, 1999 et 2009,.
Un plan départemental de protection des forêts contre les incendies a été approuvé par arrêté préfectoral du 25 septembre 2006. Montespan est exposée au risque de feu de forêt du fait de la présence sur son territoire du massif des piémonts des Pyrénées. Il est ainsi défendu aux propriétaires de la commune et à leurs ayants droit de porter ou d’allumer du feu dans l'intérieur et à une distance de 200 mètres des bois, forêts, plantations, reboisements ainsi que des landes. L’écobuage est également interdit, ainsi que les feux de type méchouis et barbecues, à l’exception de ceux prévus dans des installations fixes (non situées sous couvert d'arbres) constituant une dépendance d'habitation,

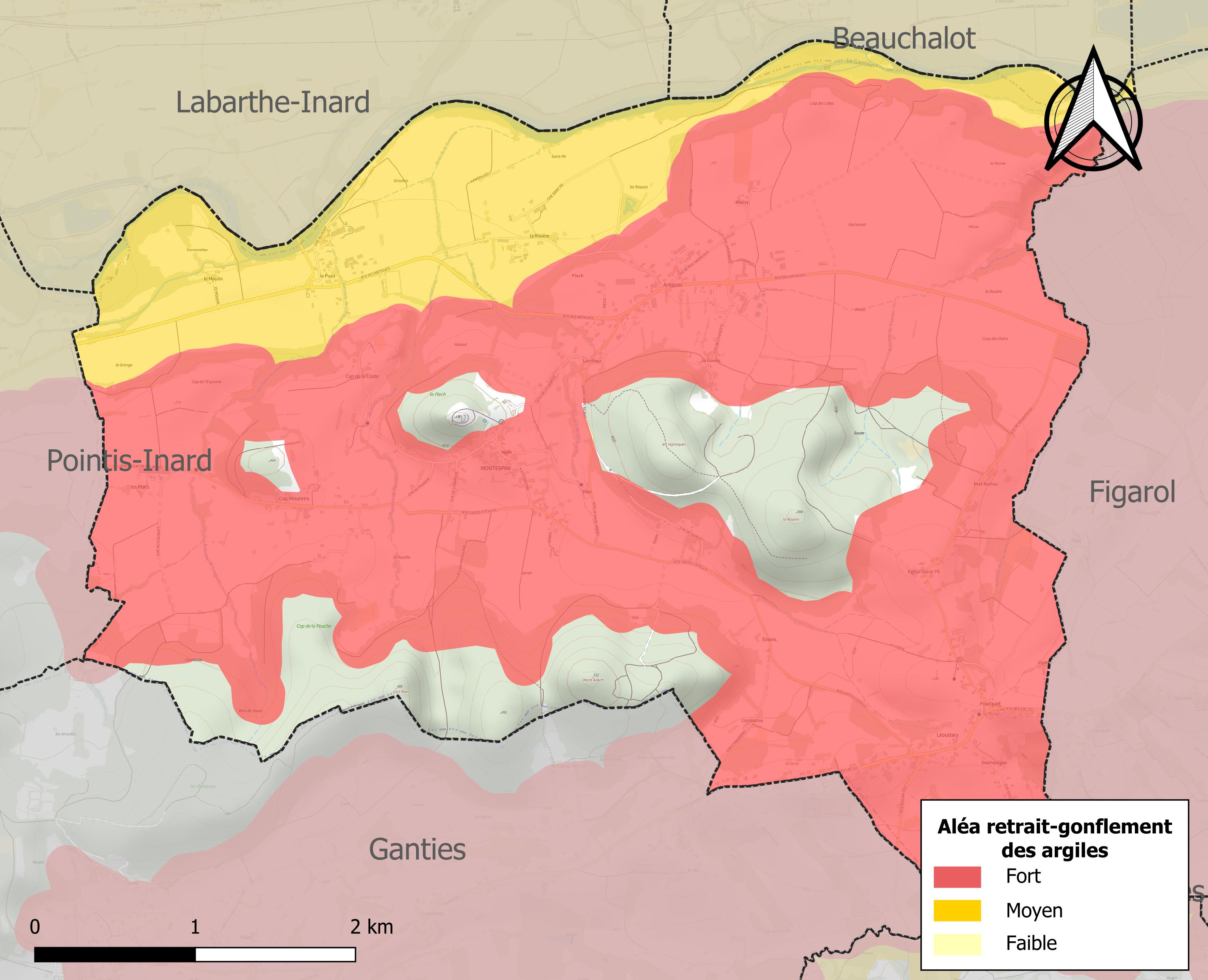
Carte des zones d'aléa retrait-gonflement des sols argileux de Montespan.

Le retrait-gonflement des sols argileux est susceptible d'engendrer des dommages importants aux bâtiments en cas d’alternance de périodes de sécheresse et de pluie. 84,9 % de la superficie communale est en aléa moyen ou fort (88,8 % au niveau départemental et 48,5 % au niveau national). Sur les 256 bâtiments dénombrés sur la commune en 2019, 251 sont en aléa moyen ou fort, soit 98 %, à comparer aux 98 % au niveau départemental et 54 % au niveau national. Une cartographie de l'exposition du territoire national au retrait gonflement des sols argileux est disponible sur le site du BRGM,.
Par ailleurs, afin de mieux appréhender le risque d’affaissement de terrain, l'inventaire national des cavités souterraines permet de localiser celles situées sur la commune.
Concernant les mouvements de terrains, la commune a été reconnue en état de catastrophe naturelle au titre des dommages causés par la sécheresse en 1989, 1994 et 2016 et par des mouvements de terrain en 1999.

#### Risques technologiques
La commune est en outre située en aval des barrages du Portillon, de Cap de Long (Hautes-Pyrénées) et de l'Oule (Hautes-Pyrénées). À ce titre elle est susceptible d’être touchée par l’onde de submersion consécutive à la rupture d'un de ces ouvrages.

## Toponymie
L'origine du nom de Montespan est une déformation de Mont d’Espagne, d’après le nom de la famille seigneur du lieu jusqu’au XVe siècle. Les seigneurs de la famille d’Espagne s’y installent au XIIIe siècle. La commune sera propriétaire du château en 1995.

## Histoire
La découverte en 1922 de la Grotte de Montespan datant de l’époque magdalénienne indique que le site est occupé depuis les hauts temps préhistoriques. Découverte par Norbert Casteret, elle est aujourd'hui fermée au public.

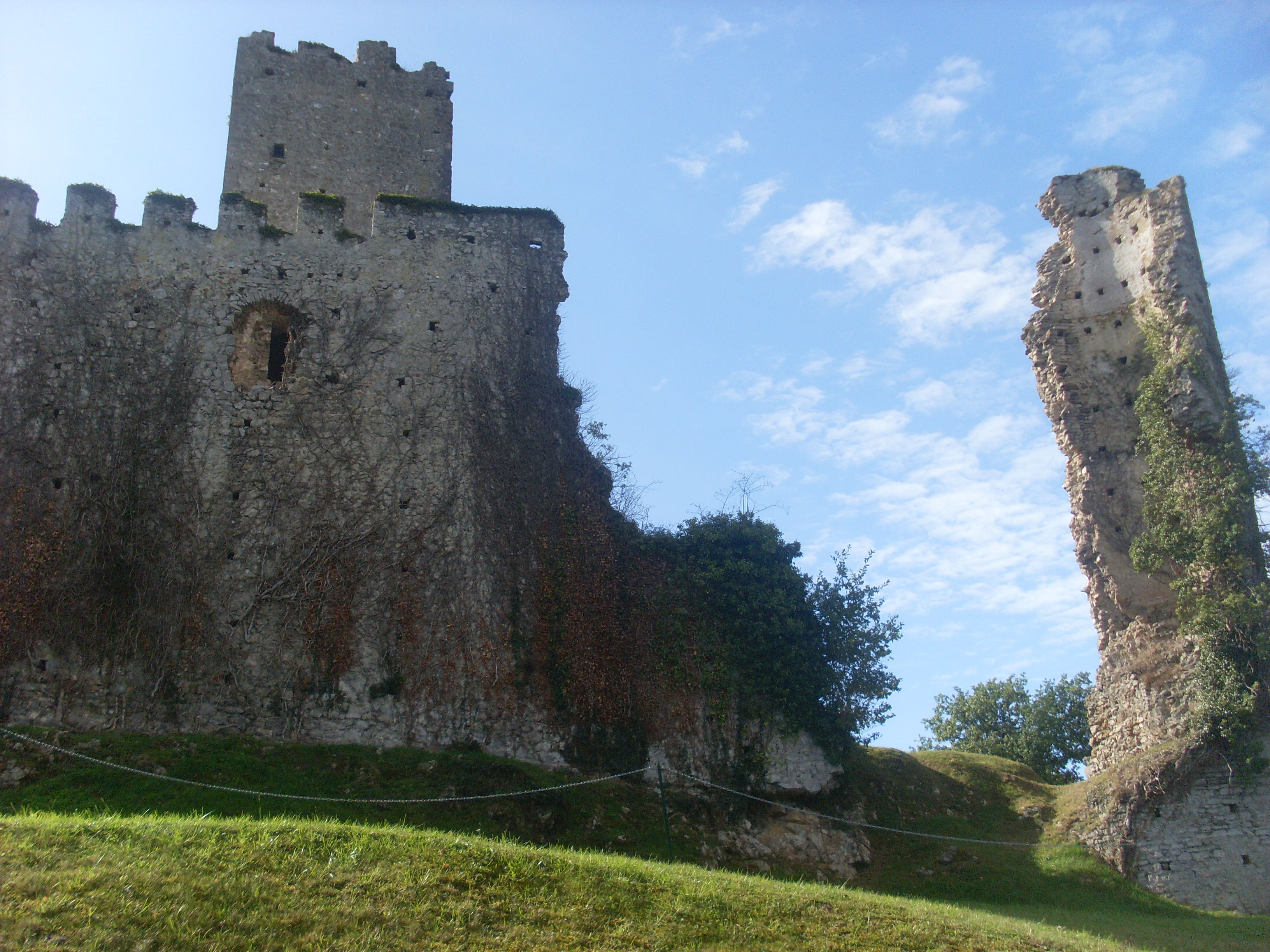
Ruines du château

Montespan est surtout connu à partir du moment où la famille d’Espagne s’installe sur ce territoire. Vers 1235, la fille d’Arnaud d’Espagne, seigneur de Montespan, épouse Roger de Comminges, vicomte de Couserans.
En 1663, Louis Henri de Pardailhan-Gondrin, Marquis de Montespan, épouse Athénaïs de Rochechouart-Mortemart. Elle deviendra la Marquise de Montespan, et rendra le nom et le village célèbres en devenant la favorite de Louis XIV.

## Politique et administration

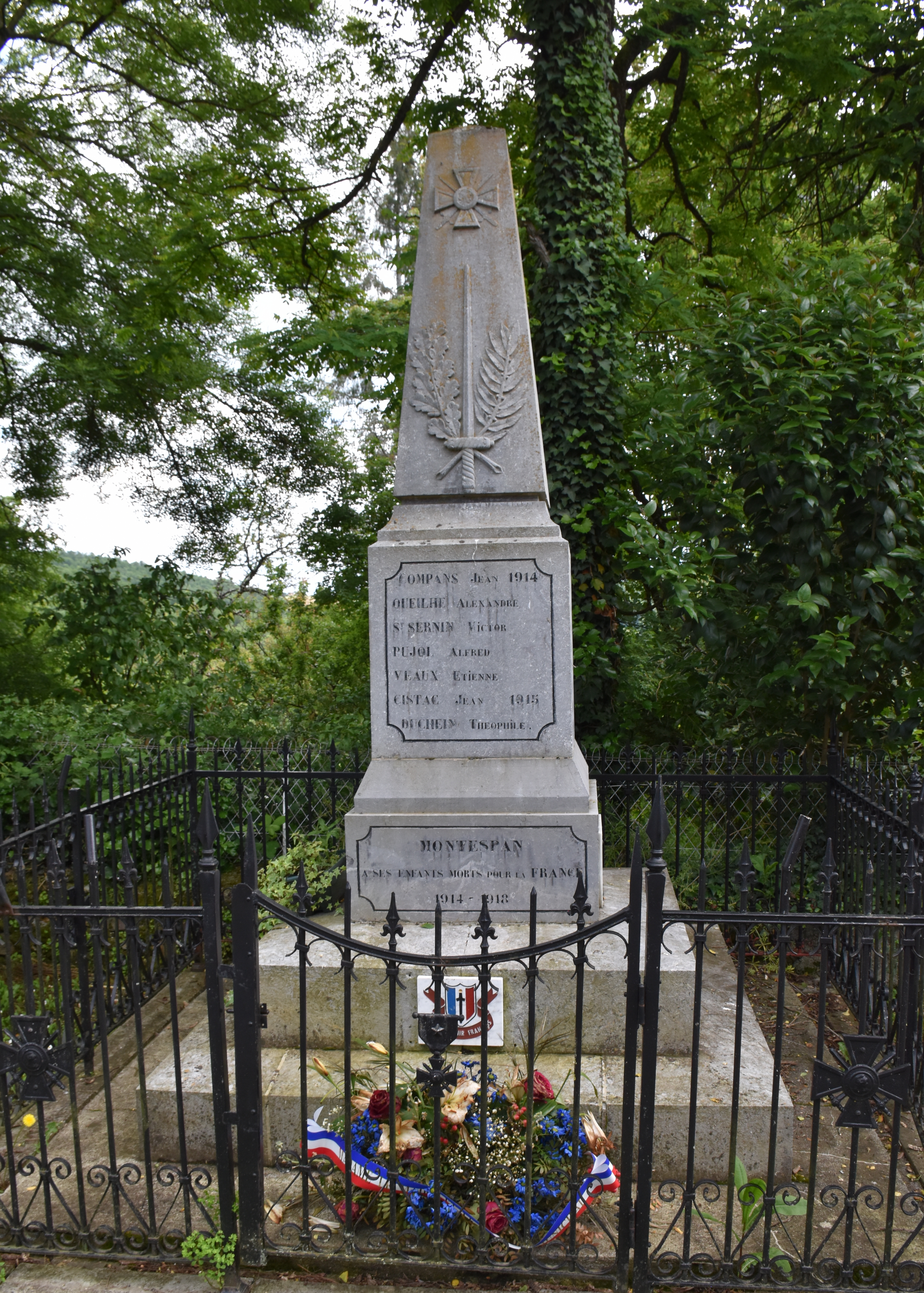
Le monument aux morts.

### Administration municipale
Le nombre d'habitants au recensement de 2011 étant compris entre 100 et 499, le nombre de membres du conseil municipal pour l'élection de 2014 est de onze,.

### Rattachements administratifs et électoraux
Commune faisant partie de la huitième circonscription de la Haute-Garonne, de la communauté de communes Cagire-Garonne-Salat et du canton de Bagnères-de-Luchon (avant le redécoupage départemental de 2014, Montespan faisait partie de l'ex-canton de Salies-du-Salat et, avant le 1er janvier 2017, de la Communauté de communes du canton de Salies-du-Salat).

### Liste des maires
| Période                                  | Période  | Identité                | Étiquette | Qualité |
| ---------------------------------------- | -------- | ----------------------- | --------- | ------- |
| mars 1977                                | 1989     | Hubert Liesenfelt       |           |         |
| mars 1989                                | 2001     | Roger Garcia            |           |         |
| mars 2001                                | 2008     | Nicole Dutheil          |           |         |
| mars 2008                                | En cours | Marie-Christine Llorens | PS        |         |
| Les données manquantes sont à compléter. |          |                         |           |         |

## Population et société

### Démographie
L'évolution du nombre d'habitants est connue à travers les recensements de la population effectués dans la commune depuis 1793. Pour les communes de moins de 10 000 habitants, une enquête de recensement portant sur toute la population est réalisée tous les cinq ans, les populations de référence des années intermédiaires étant quant à elles estimées par interpolation ou extrapolation. Pour la commune, le premier recensement exhaustif entrant dans le cadre du nouveau dispositif a été réalisé en 2004.

En 2022, la commune comptait 466 habitants, en évolution de +2,87 % par rapport à 2016 (Haute-Garonne : +8,02 %, France hors Mayotte : +2,11 %).
| 1793 | 1800 | 1806 | 1821 | 1831  | 1836  | 1841  | 1846  | 1851  |
| ---- | ---- | ---- | ---- | ----- | ----- | ----- | ----- | ----- |
| 927  | 792  | 904  | 942  | 1 089 | 1 205 | 1 111 | 1 128 | 1 096 |

| 1856  | 1861 | 1866 | 1872 | 1876 | 1881 | 1886 | 1891 | 1896 |
| ----- | ---- | ---- | ---- | ---- | ---- | ---- | ---- | ---- |
| 1 008 | 961  | 936  | 911  | 891  | 839  | 814  | 775  | 750  |

| 1901 | 1906 | 1911 | 1921 | 1926 | 1931 | 1936 | 1946 | 1954 |
| ---- | ---- | ---- | ---- | ---- | ---- | ---- | ---- | ---- |
| 691  | 684  | 652  | 537  | 509  | 525  | 507  | 482  | 489  |

| 1962 | 1968 | 1975 | 1982 | 1990 | 1999 | 2004 | 2006 | 2009 |
| ---- | ---- | ---- | ---- | ---- | ---- | ---- | ---- | ---- |
| 485  | 479  | 432  | 428  | 398  | 422  | 429  | 434  | 440  |

| 2014 | 2019 | 2022 | - | - | - | - | - | - |
| ---- | ---- | ---- | - | - | - | - | - | - |
| 456  | 459  | 466  | - | - | - | - | - | - |

| selon la population municipale des années : | 1968 | 1975 | 1982 | 1990 | 1999 | 2006 | 2009 | 2013 |
| Rang de la commune dans le département      | 150  | 177  | 205  | 219  | 233  | 244  | 252  | 258  |
| Nombre de communes du département           | 592  | 582  | 586  | 588  | 588  | 588  | 589  | 589  |

### Enseignement
Montespan fait partie de l'académie de Toulouse.
La commune possède une école élémentaire au sein d'un regroupement pédagogique intercommunal avec la commune Figarol.

### Culture et festivité
Comité des fêtes, salle des fêtes,

### Activités sportives
Chasse, randonnée pédestre, Gymnastique, Football : Olympique Montespan Figarol

## Économie

### Revenus
En 2018  (données Insee publiées en septembre 2021), la commune compte 200 ménages fiscaux, regroupant 446 personnes. La médiane du revenu disponible par unité de consommation est de 20 540 € (23 140 € dans le département).

### Emploi
|                | 2008  | 2013  | 2018  |
| -------------- | ----- | ----- | ----- |
| Commune        | 7,9 % | 7,2 % | 5,3 % |
| Département    | 7,7 % | 9,6 % | 9,3 % |
| France entière | 8,3 % | 10 %  | 10 %  |

En 2018, la population âgée de 15 à 64 ans s'élève à 282 personnes, parmi lesquelles on compte 74,9 % d'actifs (69,6 % ayant un emploi et 5,3 % de chômeurs) et 25,1 % d'inactifs,. En  2018, le taux de chômage communal (au sens du recensement) des 15-64 ans est inférieur à celui de la France et département, alors qu'en 2008 il était supérieur à celui du département et inférieur à celui de la France.
La commune fait partie de la couronne de l'aire d'attraction de Saint-Gaudens, du fait qu'au moins 15 % des actifs travaillent dans le pôle,. Elle compte 41 emplois en 2018, contre 55 en 2013 et 42 en 2008. Le nombre d'actifs ayant un emploi résidant dans la commune est de 199, soit un indicateur de concentration d'emploi de 20,5 % et un taux d'activité parmi les 15 ans ou plus de 54 %.
Sur ces 199 actifs de 15 ans ou plus ayant un emploi, 31 travaillent dans la commune, soit 16 % des habitants. Pour se rendre au travail, 90,5 % des habitants utilisent un véhicule personnel ou de fonction à quatre roues, 1 % les transports en commun, 4 % s'y rendent en deux-roues, à vélo ou à pied et 4,5 % n'ont pas besoin de transport (travail au domicile).

### Activités hors agriculture
32 établissements sont implantés  à Montespan au 31 décembre 2019. Le tableau ci-dessous en détaille le nombre par secteur d'activité et compare les ratios avec ceux du département,.
| Secteur d'activité                                                                                        | Commune | Commune | Département |
| Secteur d'activité                                                                                        | Nombre  | %       | %           |
| --- | ------- | ------- | ----------- |
| Ensemble                                                                                                  | 32      |         |             |
| Industrie manufacturière, industries extractives et autres                                                | 9       | 28,1 %  | (5,7 %)     |
| Construction                                                                                              | 8       | 25 %    | (12 %)      |
| Commerce de gros et de détail, transports, hébergement et restauration                                    | 4       | 12,5 %  | (25,9 %)    |
| Activités spécialisées, scientifiques et techniques et activités de services administratifs et de soutien | 7       | 21,9 %  | (19,8 %)    |
| Administration publique, enseignement, santé humaine et action sociale                                    | 3       | 9,4 %   | (16,6 %)    |
| Autres activités de services                                                                              | 1       | 3,1 %   | (7,9 %)     |

Le secteur de l'industrie manufacturière, des industries extractives et autres est prépondérant sur la commune puisqu'il représente 28,1 % du nombre total d'établissements de la commune (9 sur les 32 entreprises implantées à Montespan), contre 5,7 % au niveau départemental.

### Agriculture
La commune est dans « La Rivière », une petite région agricole localisée dans le sud du département de la Haute-Garonne, constituant la partie piémont au relief plus doux que les Pyrénées centrales la bordant au sud et où la vallée de la Garonne s’élargit. En 2020, l'orientation technico-économique de l'agriculture sur la commune est la polyculture et/ou le polyélevage.
|               | 1988 | 2000 | 2010  | 2020 |
| ------------- | ---- | ---- | ----- | ---- |
| Exploitations | 44   | 25   | 21    | 16   |
| SAU (ha)      | 976  | 958  | 1 002 | 914  |

Le nombre d'exploitations agricoles en activité et ayant leur siège dans la commune est passé de 44 lors du recensement agricole de 1988  à 25 en 2000 puis à 21 en 2010 et enfin à 16 en 2020, soit une baisse de 64 % en 32 ans. Le même mouvement est observé à l'échelle du département qui a perdu pendant cette période 57 % de ses exploitations,. La surface agricole utilisée sur la commune a également diminué, passant de 976 ha en 1988 à 914 ha en 2020. Parallèlement la surface agricole utilisée moyenne par exploitation a augmenté, passant de 22 à 57 ha.

## Culture locale et patrimoine

### Lieux et monuments
- Grotte de Montespan dit aussi Souterrain de Houantaou découverte par Norbert Casteret, grotte inscrite au titre des monuments historiques depuis 1924[51]. Située sur deux communes : Montespan et Ganties.
- Château de Montespan (en) : ruines d'un château fort datant du XIIIe siècle. Inscrit en 1926 au répertoire des monuments historiques.
- Le moulin à eau de Montespan date de l'époque médiévale, trois meules fabriquent de la farine jusqu'à la Seconde Guerre mondiale. Vers 1870 une scierie est adjointe sur le site du moulin[52].
- Église Saint-André anciennement Sainte-Madeleine.
- Église Saint-Pé de Léoudary[53],[54].
- Chapelle Notre-Dame-de-la-Pietà datant du XVIIIe siècle[53],[54].
- Chapelle Saint-André[53],[54].

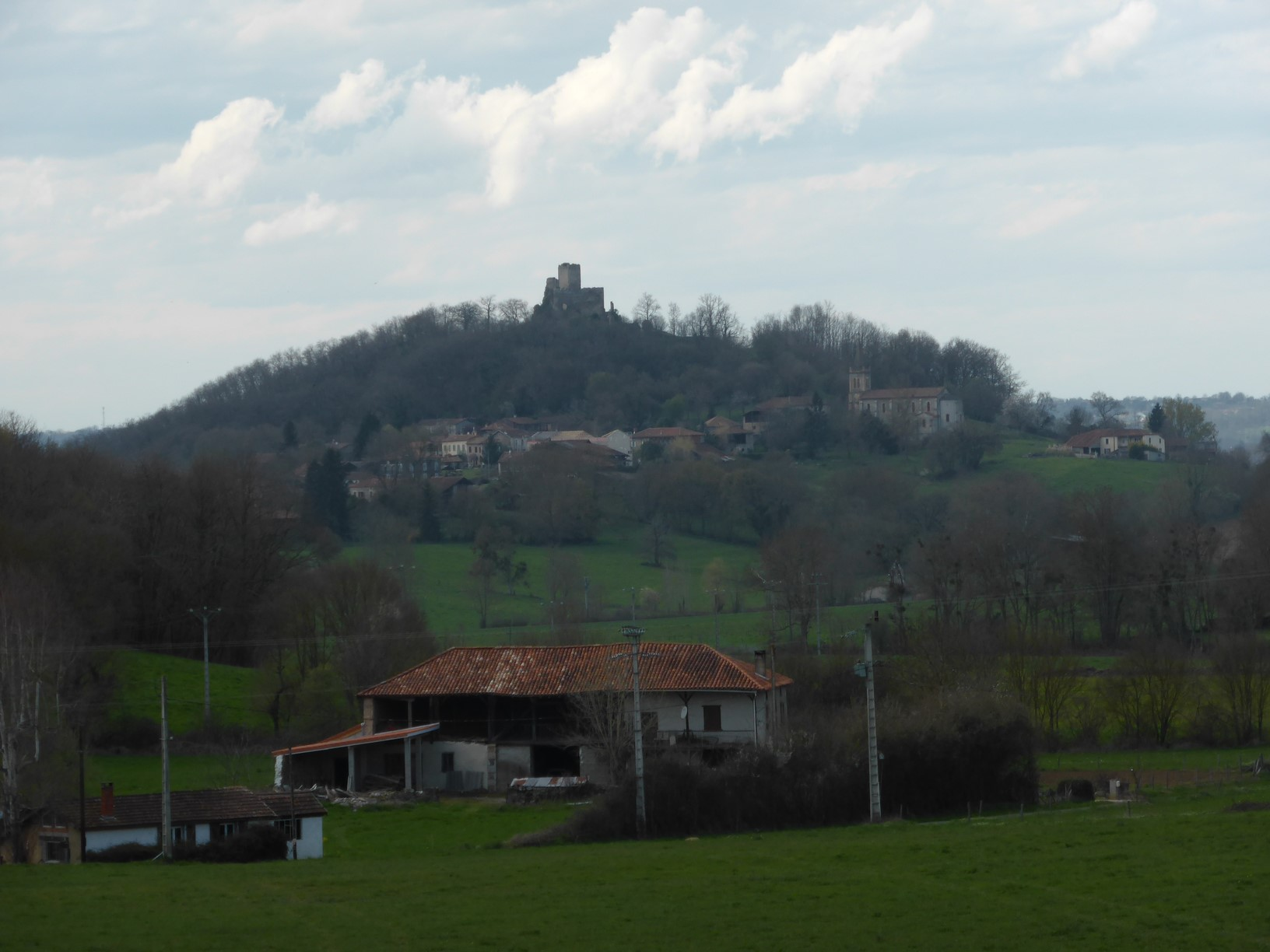
Vue sur Montespan
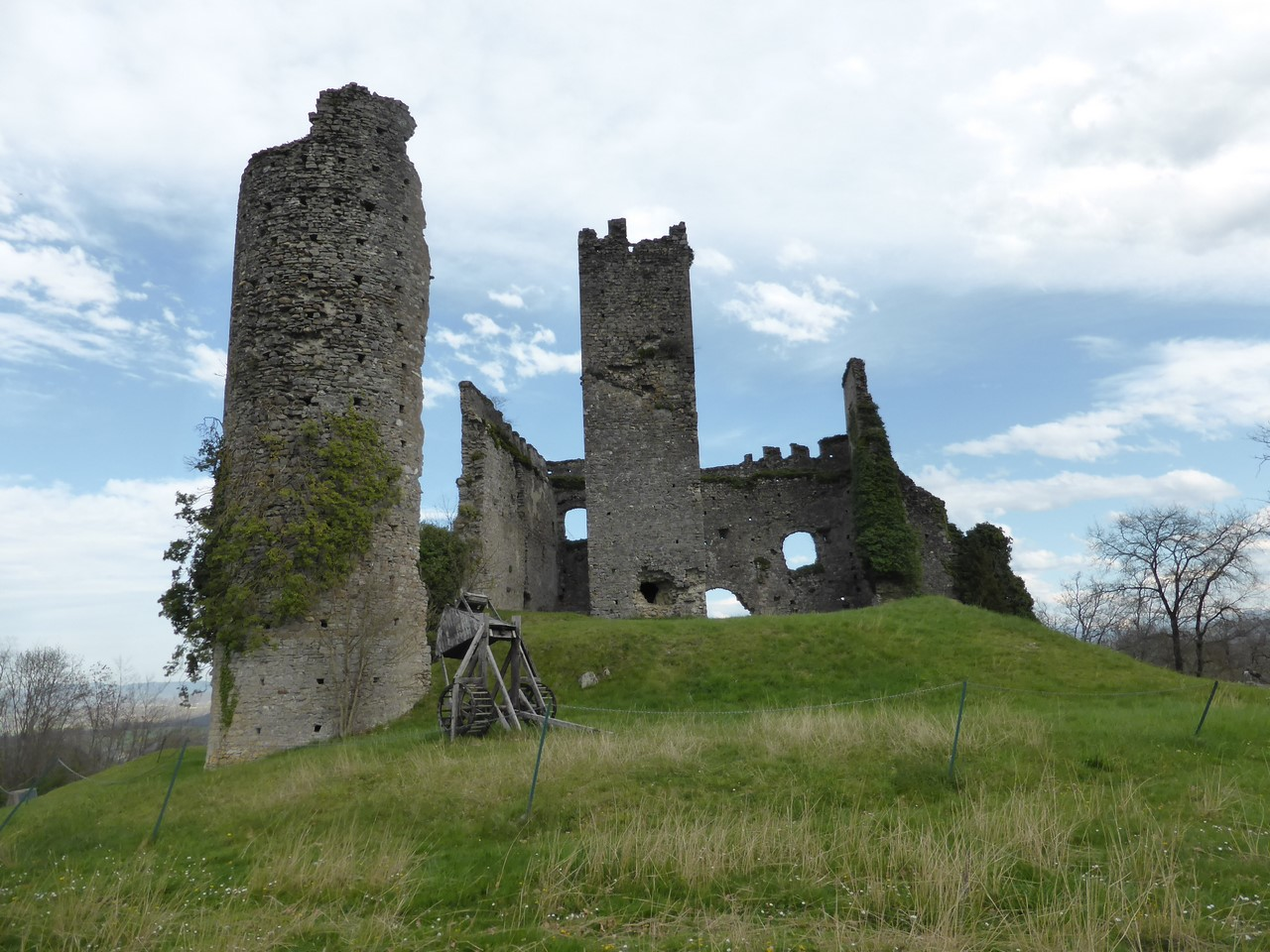
Ruines du château de Montespan
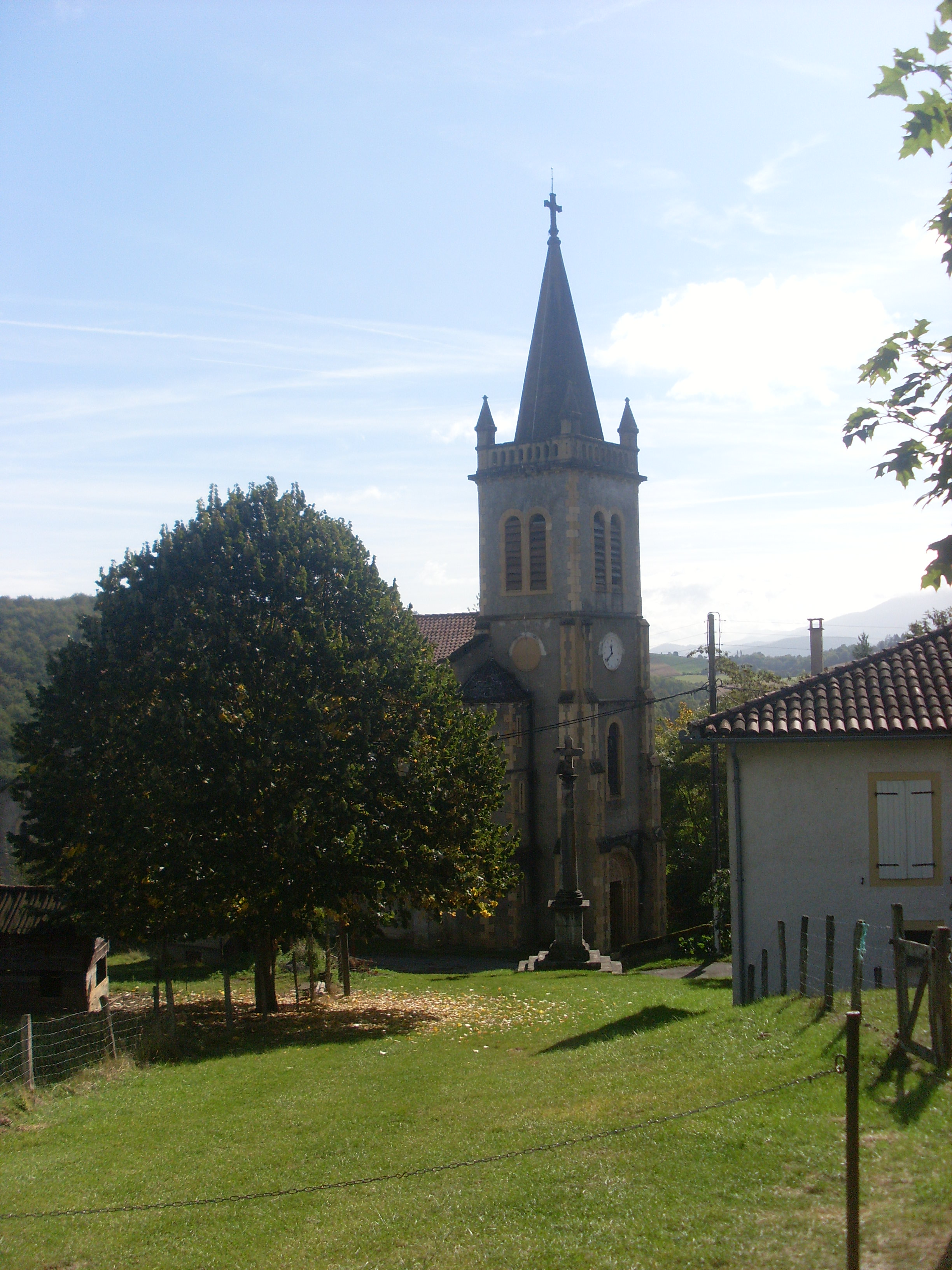
Église Saint-André

### Personnalités liées à la commune
- Madame de Montespan
- Marquis de Montespan

### Héraldique
| Blason de Montespan | Blason  | D’argent au lion de gueules armé et lampassé d’azur, accompagné de sept écussons de sinople à la fasce d’or ordonnés en orle. |
| Blason de Montespan | Détails | Le statut officiel du blason reste à déterminer.                                                                              |